# Eofelis
L'eofelide (gen. Eofelis) è un mammifero carnivoro estinto, appartenente ai nimravidi. Visse tra l'Eocene superiore e l'Oligocene inferiore (circa 35 - 30 milioni di anni fa) e i suoi resti fossili sono stati ritrovati in Francia.

## Descrizione
Questo animale era solitamente delle dimensioni di una piccola lince, anche se le specie più grandi dovevano raggiungere dimensioni doppie. Eofelis possedeva un corpo allungato e zampe più corte di quelle degli odierni felidi, ma l'aspetto generale del corpo e del cranio richiamava i felidi attuali. È probabile che Eofelis fosse almeno parzialmente plantigrado.

## Classificazione
Eofelis è stato descritto per la prima volta nel 1938 da Miklós Kretzoi, sulla base di fossili ritrovati nella zona di Quercy, in Francia. I fossili provengono dalle vecchie collezioni del giacimento, ed è impossibile stabilire se siano ascrivibili a terreni dell'Eocene superiore o dell'Oligocene inferiore. La specie tipo, Eofelis edwardsii, è nota per numerosi resti di animali di taglia paragonabile a quella di una piccola lince. Una revisione del genere operata nel 2000 ha messo in luce la presenza di un'altra specie, E. giganteus, grande circa il doppio della precedente e più rara.
Eofelis è un rappresentante dei nimravidi, un gruppo di carnivori estinti dalla morfologia molto simile a quella dei felidi, ma con alcune caratteristiche più primitive. Nel giacimento di Quercy è stato individuato un altro genere di nimravidi, Quercylurus, di dimensioni molto maggiori.